# Ангерья (деревня)
А́нгерья (эст. Angerja) — деревня в волости Кохила уезда Рапламаа, Эстония.

## География
Расположена в 30 км к югу от Таллина и 25 км к северу от уездного центра — города Рапла. На краю деревни находится озеро Алести. Вдоль деревни течёт одноимённая река.
Официальный язык — эстонский. Почтовый индекс — 79741.
В Ангерья находятся остатки вассального городища. Они внесены в Государственный регистр памятников культуры Эстонии. При инспектировании 10.09.2019 их состояние оценивалось как аварийное.

## Население
По данным переписи населения 2011 года, в деревне проживал 61 человек, из них 54 (88,5 %) — эстонцы.
По данным переписи населения 2021 года, в деревне насчитывалось 47 жителей, из них 44 (93,6 %) — эстонцы.
Численность населения деревни Ангерья по данным переписей населения:
| Год  | 1959 | 1970 | 1979 | 1989 | 2000 | 2011 | 2021 |
| ---- | ---- | ---- | ---- | ---- | ---- | ---- | ---- |
| Чел. | 66   | ↘ 51 | ↗ 67 | ↘ 41 | ↗ 76 | ↘ 54 | ↘ 47 |

## История
Первые упоминания о деревне Ангерья относятся к 1241 году (Angær), однако поселение на его месте существовало и ранее. В 1424 впервые упоминаются мыза Ангерья (Angeren) и мельница. У ручья находилось вассальное городище с плотными стенами из известняка. В ходе Ливонской войны городище было уничтожено, его руины стоят до сих пор.